# Ахола, Яркко
Яркко Калеви Ахола (фин. Jarkko Kalevi Ahola, родился 24 августа 1977, Тойяла, Финляндия) — финский рок-музыкант, вокалист и гитарист рок-группы Ahola. Одновременно выступает в созданной им группе Northern Kings. Бывший участник групп Teräsbetoni и Dreamtale. Участвовал на конкурсе песни Евровидение в Белграде в составе Teräsbetoni, которая вышла в финал, но заняла лишь 22-е место.

## Биография
Яркко не показывал интереса к музыке в свои ранние годы, но был одарен артистизмом и проявлял желание разыгрывать представления вместе со своими друзьями. В 13 лет увлекся барабанами и захотел научиться большему в игре на них.
Вскоре он сконцентрировался на пении, так как в его первой группе требовался вокалист. Его первая группа называлась JVS, но вскоре сменила название на Tribunes. После выхода официальной демо-версии их песни, Tribunes распались, и Джей должен был взять небольшой перерыв в его работе с микрофоном (тогда ему было около 15 лет).
Несколько месяцев прошли без пения, но к счастью Антти Мякеля попросил Яркко присоединиться к его группе под названием High Voltage. Группа High Voltage была под влиянием любимой группы Антти, AC/DC, но вскоре стала более мелодичной и прогрессивной. В составе группы были Яркко Ахола (вокал, тексты песен и музыка), Антти Мякеля (ударные и композиция), Яни Пелтонен (соло гитара), Йоуни Салонен (ритм гитара) и Криссе Леппянен (бас).
Группа High Voltage записала четыре демо-ленты, в стиле хорошей рок-музыки. На самом деле группа не распалась. Просто участники были заняты чем-то помимо коллектива, и медленно группа прекратила существование.
Первая настоящая группа Яркко называлась Bulldozer. Здесь у Джея появилась возможность писать собственную музыку, собственные песни. В составе Bulldozer, помимо Яркко, были басист Вилле Лехтинен и гитарист-вокалист Ким Хёгберг.
В группе было немного барабанщиков, самими запоминающимися из которых были Томми Такку и наиболее известный и особенный Хейкки Мальмберг (в настоящее время участник Diablo’s hammering).
Они играли немного хороших и немного плохих вещей. Иногда возникали проблемы с барабанщиками, которых просто не было в нужное время. У группы были две хорошие демо-песни, называвшиеся Bulldozer и Love/hate.
Группа даже выиграла на одном конкурсе.
Bulldozer распались по ряду причин, таких, как нехватка игроков, времени на группу и проблем личного характера.
В любом случае, они играли вместе несколько лет и хорошо провели время.
Потом Джей и двое участников группы High Voltage, Антти Мякеля и Криссе Леппянен, решили создать кавер-группу и назвали её Helmisetti. Идея была в хорошем исполнении кавер-версий песен.
Вскоре к группе присоединилась девушка Антти по имени Вирпи, и в группе была перестановка ролей. Изначально состав группы был следующий: Яркко Ахола (вокал и бас), Антти Мякеля (гитара) и Криссе Леппянен (ударные). Затем, с приходом девушки, состав изменился: Вирпи Камппури стала вокалисткой, Антти остался гитаристом, Джей сел за ударную установку, а Криссе взял бас-гитару.
Ребята играли в этой группе несколько раз в год и только для развлечения.
В течение сессии Love/hate инженер регистрации Ями Катайисто заинтересовался голосом Джея непосредственно как гитариста.
Они сформировали гитарный дуэт, назвали его Two и записали много не слишком роковых песен, больше акустических, которые затем решили сделать более роковыми.
Хейкки Ахонен присоединился к группе в качестве ударника, и Джей взял на себя басовые партии.
Группа Two выпустила несколько хороших песен, их программа была очень разнообразна — песни от Роя Орбисона стали хитами.
Группа распалась в 2002 году по личным причинам.
Джей играл в группе под названием Critical Mess, которая также специализировалась на кавер-музыке.
Джей на самом деле не хотел бродить вокруг, так как группа не гналась ни за чем новым.
Critical Mess были хорошими ребятами, поэтому не возникло проблем, когда Яркко покинул группу.
Джей захотел сформировать новую группу вместе с басистом СМ Пати Лайтиненом, также к ним присоединились музыканты из Pillars Of The Past.
Для начала они, как X-tasy, записали несколько качественных кавер-версий великих песен хард-рока, таких, как Fireball, You Keep On Moving, Easy Livin' и Burn. В X-tasy входили гитарист Тимо Ниемисту, басист Пате Лайтинен…
С 2011 года является вокалистом и гитаристом созданной им группы Ahola.
В 2012 году записал альбом Ave Maria — Joulun klassikot с классическими песнями и ариями, включая такие известные шедевры, как Ave Maria Франца Шуберта и Nessun dorma Джакомо Пуччини.
В 2013 году принял участие в проекте «Forces United», где выступил в роли вокалиста. В проекте также приняли участие Максим Самосват, Константин Селезнёв, Дария Ставрович
.